# Антипин, Василий Иванович
Василий Иванович Антипин — советский хозяйственный, государственный и политический деятель.

## Биография
Родился в 1918 году в селе Ивановское. Член КПСС.
С 1938 года — на хозяйственной, общественной и политической работе. В 1938—1991 гг. — конструктор на Чусовском металлургическом заводе, участник ВОВ, начальник цеха треста «Магнитострой», инструктор Магнитогорского горкома КПСС, горный мастер ММК, директор Карагайской МТС, замначальника Челябинского облсельхозуправления, председатель Магнитогорского горисполкома, 1-й секретарь Магнитогорского горкома КПСС, председатель Челябинского облсовпрофа, директор, заместитель директора, доцент кафедры профессиональных дисциплин Челябинского социально-экономического института.
Делегат XXII, XXIII, XXIV, XXV съездов КПСС.
Умер в Челябинске в 1995 году.